# Феодор Аткин
Феодор Аткин (фр. Féodor Atkine; Париз, 27. фебруар 1948. године), француски је позоришни и филмски глумац, редитељ, сценариста и продуцент, руско-пољског порекла. Као филмски извођач, учествовао је у бројним представама, филмовима и телевизијским серијама у Француској и иностранству.